# Павелково (Рязанская область)
Павелково — деревня Голдинского сельского поселения Михайловского района Рязанской области России. На 2021 год в Павелково 7 улиц.

## Население
| 1859 | 1897 | 1906 | 2010 |
| ---- | ---- | ---- | ---- |
| 471  | ↗674 | ↗861 | ↘138 |

## География
Деревня расположена в 88 км (по шоссе) на юго-запад от Рязани, примерно в 20 км к юго-востоку от Михайлова.
На востоке находится Посёлок Коровинского спиртзавода, на юге — Посёлок центрального отделения совхоза имени Ильича.
Высота центра селения над уровнем моря — 188 м.

## Транспорт
В 4 км на востоке проходи автомобильная дорога Р22 Каспий.
В 5 км на северо-запад расположена железнодорожная станция Голдино, а в 6 км на юго-восток — Лужковская Московской железной дороги участка Ожерелье — Павелец.